# Kobe Shimbun
Kobe Shimbun (Japans: 神戸新聞) is een Japanse dagelijkse krant gevestigd in Kobe. De oplage van de krant bedroeg in 2023 circa 372.802 voor de ochtendeditie en 100.146 voor haar avondeditie.

## Geschiedenis
- De krant werd opgericht op 11 februari 1898 in Kobe.